# David de Rothschild
David de Rothschild, né le 15 décembre 1942 à New York (États-Unis), est un banquier français.
Il est connu pour avoir dirigé la banque d'affaires Rothschild & Co entre 1982 et 2018, date à laquelle son fils lui succède.

## Biographie

### Jeunesse
David de Rothschild naît le 15 décembre 1942 à New York. Il est le fils du baron Guy de Rothschild et d'Alix Schey de Koromla.
Il serait le premier nouveau-né enregistré comme Français libre au consulat général de France à New York. Sa famille s'était réfugiée aux États-Unis en vue d'échapper à l'Europe sous domination nazie.
Il est diplômé de l'Institut d'études politiques de Paris en 1966.

### Vie privée
Il est marié à Olimpia Aldobrandini (*1955) depuis 1974, fille de Francesco Aldobrandini (lui-même fils de Clemente Aldobrandini (it)) et d'Anne Marie Lacloche de Vallombreuse (dont la mère est remariée à Giuseppe Volpi), ils ont 4 enfants :
- Lavinia Annie Alix de Rothschild (1989).
- Stéphanie Anne Marie de Rothschild (1977), mariée à Augustin Liffort de Buffévent en 2005 ;
- Alexandre Guy Francesco de Rothschild (1980), marié à Olivia Bordeaux-Groult en 2009 ;
- Louise Olimpia Béatrice de Rothschild (1989).

### Carrière
Après la nationalisation de la banque familiale Rothschild après l'arrivée de la gauche au pouvoir en France en mai 1981, il décide en 1982 de recréer un établissement de gestion, Paris-Orléans Gestion, qui acquiert le statut de banque quatre ans plus tard ainsi que le droit de réutiliser le nom de Rothschild. La nouvelle banque d'affaires, Rothschild & Cie, va profiter de la vague de privatisations de 1986 pour se développer et devenir l'une des principales banques d'affaires françaises, participant ensuite au grand mouvement de fusions-acquisitions en France dans les années 1990 et 2000.
David de Rothschild dirige les banques Rothschild & Cie et NM Rothschild & Sons depuis leur réunion en 2003 au sein de l'entité Groupe Rothschild. Il est aussi membre du conseil d'administration du groupe Casino.
Le 2 juin 2014, il annonce son départ de la présidence exécutive du conseil d'administration de NM Rothschild & Sons. À compter de cette date, il se concentre sur la holding de contrôle familial, Paris Orléans, dont il reste président exécutif. En février 2018, il est annoncé qu'il cède la présidence de la banque Rothschild à son fils Alexandre, qui prend aussi la présidence exécutive du groupe. La passation est en mai et juin 2018, à l'occasion des assemblées générales,. En 2022, dans la continuité de sa succession, il confie la présidence du conseil de surveillance à un membre externe à la famille, Marc-Olivier Laurent.
Le magazine Challenges estime sa fortune personnelle à 575 millions d'euros en 2022.

#### Parcours politique
Il a été maire de Pont-l'Évêque (Calvados) de 1977 à 1995, puis conseiller municipal.

## Prises de position

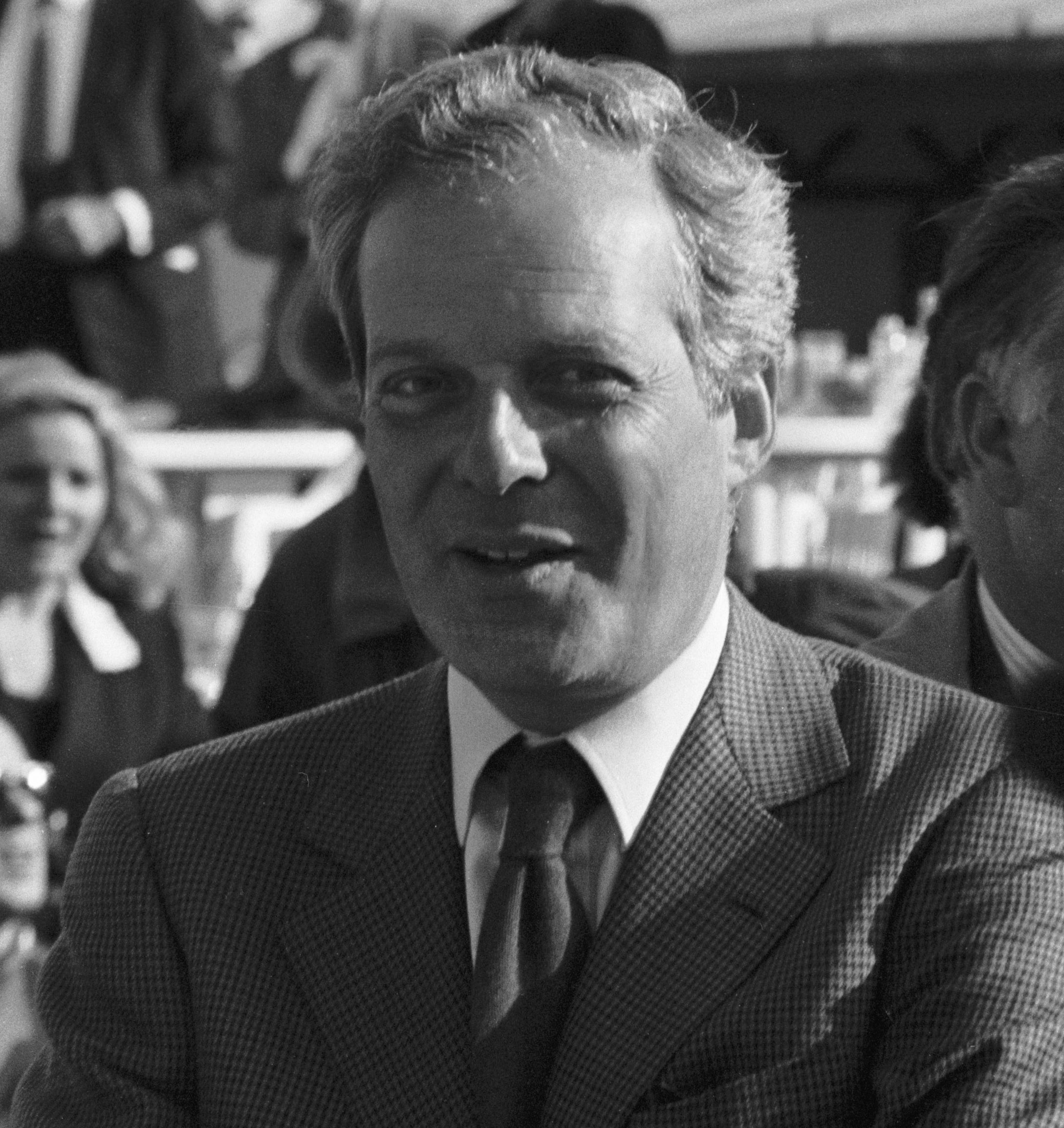
David de Rothschild en 1989.

Selon la journaliste Martine Orange, David de Rothschild serait un proche de plusieurs hommes politiques classés à droite, notamment Édouard Balladur, Nicolas Sarkozy et dans une moindre mesure Jacques Chirac. David de Rothschild n'a cependant jamais publiquement apporté son soutien à une personnalité politique lors d'une élection,.
En 2013, David de Rothschild déclare ne pas avoir voté socialiste à l'élection présidentielle de 2012. Il critique la politique fiscale et budgétaire de François Hollande mais il choisit de rester résident fiscal en France.
En 2016, David de Rothschild estime que le Brexit est « une erreur historique » du Royaume-Uni sans pour autant que cela soit « une tragédie économique ».
David de Rothschild est régulièrement l'objet d'attaques antisémites et conspirationnistes. Ainsi, en 2022, l'économiste de gauche radicale Gaël Giraud accuse David de Rothschild d'avoir « le grand projet eschatologique qui est la privatisation absolue du monde » et estime que le président de la République Emmanuel Macron serait « le porte-flingue de David de Rothschild »,. À la suite de cet évènement, Gaël Giraud, qui est aussi prêtre, sera rappelé à l'ordre par sa province jésuite et présentera des excuses publiques pour ses propos.

## Titres
Il est coprésident avec Pierre Besnainou d'Appel Unifié Juif de France et président d'honneur du Club Abravanel.
Il est également président de la Fondation pour la Mémoire de la Shoah depuis 2007 et actuellement le président du Conseil consultatif français des Bourses Entente Cordiale.

## Décorations
- Grand officier de la Légion d'honneur (2023)[18], Commandeur (3 mars 2009).